# آيدده
آيدَدَه هو فيلم روائي طويل من إخراج عبد الرحمن أونر.

## الممثلون
- إزغي مولا
- بلال زينل جيليك
- محمد أوزجور
- رها اوزجان
- بانو فوتوكان
- عيشة نيل شاماغلو
- نازان كسال
- نالان كوروتشيم
- أميرهان أتيس

## روابط خارجية
- ايدادا على موقع IMDb (الإنجليزية)
- ايدادا على موقع قاعدة بيانات الفيلم (الإنجليزية)
- ايدادا على موقع ليتربوكسد (الإنجليزية)
- ايدادا على موقع كينوبويسك (الروسية)